# Steinólfur lági Hrólfsson
Steinólfur hinn lági Hrólfsson (apodado el Bajo, n. 860) fue un caudillo vikingo de Ogdum, Rogaland, Noruega que acompañó a Geirmundur heljarskinn Hjörsson en su migración a Islandia tras la derrota en la batalla de Hafrsfjord. Era hijo del colono noruego Hrólfur Steinólfsson (n. 835). Fundó su hacienda en Fagradalsfjall, Staðarhóll, Dalasýsla.
Steinólfur también aparece mencionado como personaje histórico de la saga Þorskfirðinga, y saga de Víga-Glúms.
Una de sus hijas, Þuríður Steinólfsdóttir (n. 895) fue esposa de Sleitu-Björn Hróarsson, y madre de Þjóðrekur Björnsson.